# Dayton, Ohio – 19 Something and 5
Dayton, Ohio – 19 Something and 5 è un extended play del gruppo musicale statunitense Guided by Voices, pubblicato nel 2000 negli Stati Uniti d'America dalla Fading Captain Series. Il materiale presente venne poi ripubblicato all'interno dell'album Selective Service, uno split album con gli Airport 5, altro gruppo guidato da Robert Pollard.

## Tracce
Tutti i brani sono stati scritti da Robert Pollard, eccetto dove indicato diversamente.
Lato A
1. Dayton, Ohio - 19 Something and 5 (Live) (Robert Pollard e Tobin Sprout) – 2:56

Lato B
1. Travels – 2:00
2. No Welcome Wagons – 2:00
3. Selective Service – 1:54